# 矢崎あいる
矢崎 あいる（やざき あいる、10月16日 - ）は、日本の女性声優である。茨城県出身。尾木プロ THE NEXT所属。

## 来歴・人物
茨城県に生まれ、ほどなく上京する。代々木アニメーション学院を卒業後、尾木プロ　THENEXTに所属する。高校では、農業・生花・調理の勉強をしていた。専門学生時代に場数を踏みたくてマジシャンをしていた。。

## 出演

### テレビアニメ
- 千銃士（2018年）
- 魔入りました!入間くん（2021年、ウォルターパーク入園者たち）
- Do It Yourself!! -どぅー・いっと・ゆあせるふ-（2022年、女子生徒B）

### ゲーム
- ヴァイダルギア（ニコラ役）

### CM・ナレーション
- NHK「探検バクモン」VTR出演
- HKT48 1stアルバム「092」特典短編映画「ラララ丼」